# Shuss le skieur
Shuss le skieur, souvent orthographié Schuss, est la mascotte des Jeux olympiques d'hiver de 1968 à Grenoble,,, ancêtre de toutes les autres mascottes des Jeux olympiques.
De couleur bleue, le personnage à tête rouge et ronde comme une balle de ping-pong est porté par un pied unique en forme d'éclair. Bien que mascotte « non officielle », elle est cependant restée dans les mémoires en restant citée ou répertoriée sur les sites internet liés aux Jeux olympiques,. Devant sa popularité, une pâtisserie va même prendre le nom de schuss aux fruits et le Comité international olympique institue une mascotte dès l'olympiade suivante. C'est donc à partir des Jeux olympiques d'été de 1972 que des mascottes officielles furent utilisées.

## Création
Le nom de shuss a été donné par le président de l’agence Publinel, M. Gerbain. Shuss est né une nuit de janvier 1967 à Paris dans le 17e arrondissement au 48 rue de Lévis, dans les studios de « Films et promotion ». La créatrice de Shuss est Aline Lafargue, auteure de films animés à destination de la jeunesse pour l’ORTF, et sa marraine est Colette Renard, chanteuse et comédienne.

## Caractéristiques
À l'instar d'autres innovations techniques réalisées pour les Jeux olympiques d’hiver de Grenoble, il s'agit de la première mascotte (non officielle) de l’histoire des Jeux olympiques.
- Trait de caractère, personnalité : personnage jeune, gentil et dynamique,
- Physique : personnage à tête d’œuf porté par un éclair zigzaguant de son unique pied,
- Position : le personnage de « shuss » à une position aérodynamique symbolisant la recherche de vitesse,
- Principales qualités inspirées directement de l’équipe de France de ski : style, force, prestige et vitesse.
- Propriété : Le « Shuss » est enregistré à l’Institut national de la propriété industrielle pour l’association  Conservatoire observatoire laboratoire des Jeux olympiques de Grenoble (COLJOG) dans le but de la protéger.

## Shuss et les médias
Agrée par le comité d’organisation des Jeux olympiques de Grenoble (COJO), la mascotte a eu les honneurs de passer à la télévision dans un film d’animation. Produit par la société « Films et promotion », diffusé par l'ORTF (Office de Radiodiffusion-Télévision Française), scénario d'Aline Lafargue, avec la voix de Jacques Bodoin et les arrangements vocaux (sifflements, ambiance) de Micheline Dax sur une musique de Robert Valentino (petite valse sur un arrangement jazz aussi montagnard que pittoresque). Lors d'une interview, le journaliste Thierry Roland qualifie ce skieur de mignon. Une version musicale de Shuss interprétée par Marcel Amont sort également durant l'année 1968. En septembre 2017, l'émission La marche de l'histoire de France Inter rappelle la mascotte des Jeux de Grenoble dans les mémoires. Pour la célébration du cinquantième anniversaire des Jeux de 1968, de nombreux médias citent dans leurs reportages le personnage de Shuss le skieur comme lors du journal télévisé de TF1 du 4 février 2018.

## Vie du shuss aujourd'hui
Un exemplaire en matière plastique relié au ski par un ressort est conservé au musée dauphinois.
Un autre exemplaire, vraisemblament en bois, est présent au côté du nom de la ville d'Autrans à l'entrée de celle-ci sur le rond-point au bas du tremplin du Claret en arrivant de Grenoble depuis le col de la croix Perrin.
Le conservatoire observatoire laboratoire des Jeux olympiques de Grenoble (COLJOG) assure la protection et utilise la représentation, et l'image du shuss pour toutes les manifestations organisées dans le cadre de l'anniversaire des Jeux Olympiques de Grenoble de 1968, en particulier le jubilé en 2018. Lors de ces manifestations, la chaîne Télégrenoble présente trois Shuss sur le plateau de son émission Grand air du 30 janvier en présence d'Alain Calmat et de Jean Faure.